# Lingvo Internacia (újság)
Lingvo Internacia (magyarul: nemzetközi nyelv) 1895 és 1914 között havonként megjelenő, eszperantó nyelvű nemzetközi folyóirat volt.

## Az újság indulása
A La Esperantisto megszűnése után az akkor egyetemi hallgató, Valdemar Langlet svéd eszperantista, 1895 nyarának végén, Odesszában (abban az időben Oroszországhoz tartozott), Vladimir Gernetnél tett látogatása során megállapodott vele, hogy megoldja a eszperantó újság problémáját, úgy hogy egy új újságot, a Lingvo Internaciát kiadja, a svédországi Uppsalában működő Esperantista Klub, Gernet lesz a főszerkesztő és a pénzügyi vezető. A tárgyalás 1895-ben történt, és a folyóirat 1896-tól 16 oldalas havi orgánumként jelent meg.
A Valdemar Langlet által alapított uppsalai eszperantó klub adta ki. Első szerkesztője Paul Nylén. 1900—1904 között Lengyel Pál (nyomdász) szerkesztette és nyomtatta Szekszárdon. Lengyel 1904-es párizsi emigrációja után Théophile Cart lett a folyóirat kiadója és szerkesztője.